# Ghiacciaio Pitkevitch
Il ghiacciaio Pitkevitch è un ghiacciaio lungo circa 37 km situato sulla costa di Pennell, nella regione nord-occidentale della Dipendenza di Ross, in Antartide. In particolare, il ghiacciaio, il cui punto più alto si trova a circa 2200 m s.l.m., ha origine nella parte centrale dell'estremità settentrionale dei monti dell'Ammiragliato, in particolare dall'estremità meridionale della dorsale Dunedin, e da qui fluisce in direzione nord-nord-est, scorrendo lungo il versante occidentale della dorsale DuBrige, fino ad entrare nell'estremità occidentale della baia di Robertson, circondando la costa meridionale di un'isola tuttora senza nome, e dando origine, a est di tale isola alle cascate di ghiaccio Anderson, e a ovest a una fusione con il flusso del ghiacciaio Fendley.

## Storia
Il ghiacciaio Pitkevitch è stato mappato per la prima volta dallo United States Geological Survey grazie a fotografie scattate dalla marina militare statunitense (USN) durante ricognizioni aeree e terrestri effettuate nel periodo 1960-63, e così battezzato dal Comitato consultivo dei nomi antartici in onore del sergente dell'aeronautica militare statunitense Leonard M. Pitkevitch, morto nello schianto del suo Douglas C-124 Globemaster II avvenuto nelle vicinanze nel 1958.